# Érione d'Isabella
Eriocnemis isabellae
Espèce
Répartition géographique
Statut de conservation UICN

 CR B1ab(iii)+2ab(iii) : 
En danger critique
Statut CITES
L'Érione d'Isabella, Érione d'Isabelle ou Érione à gorge bleue (Eriocnemis isabellae) est une espèce de colibris de la sous-famille des Lesbiinae et de la tribu des Heliantheini, endémique de Colombie.

## Systématique
L'espèce Eriocnemis isabellae a été décrite en 2007 par les ornithologues colombiens Alexander Cortés-Diago (d), 
Luis Alfonso Ortega (d) et Luis Mazariegos-Hurtado (d), et l'ornithologue allemand André Weller (d).

## Répartition
L'Érione d'Isabella est présente seulement dans une zone restreinte de l'Ouest de la Colombie.

## Étymologie
Son épithète spécifique, isabellae, lui a été donnée en l'honneur d’Isabella Cortes, fille d’Alexander Cortés-Diago, mais également un nom qui s'accorde bien avec la beauté de cette espèce. Le nom vernaculaire français (« Érione d'Isabella ») reprend cette référence.

## Publication originale
- (en) Alexander Cortés-Diago, Luis Alfonso Ortega, Luis Mazariegos-Hurtado et André-A. Weller, « A new species of Eriocnemis (Trochilidae) from southwest Colombia », Ornitologia Neotropical, vol. 18,‎ 2007, p. 161–170 (ISSN 1075-4377, lire en ligne).